# 59-й зенітний ракетний полк (Україна)
59-й окремий зенітний ракетний полк (59 ЗРП, в/ч А3866) — колишнє формування протиповітряної оборони Сухопутних військ України на території сучасного Оперативного командування «Захід», розформоване у 2012 році. Полк дислокувався в місті Володимир.

## Історія полку
Бойовий шлях частини розпочався 20 червня 1945 року, коли був сформований 1002 окремий зенітний артилерійський дивізіон в місті Модржани, що південніше 8 кілометрів міста Прага.
Основою формування дивізіону були кадри 2006 армійського зенітно-артилерійського полку 71 зенітно-артилерійської Берлінської дивізії РГК.
Після закінчення формування, дивізіон увійшов до складу 15 гвардійської стрілецької дивізії, дислокованої в місті Чемеліци (Чехословаччина). Першим командиром був призначений підполковник М. Буюк. Місцем дислокації частини з листопада 1945 року по липень 1946 року було село Епінга (Австрія), а з липня 1946 по квітень 1947 року – місто Бар Вінницької області.
З квітня 1947 року місцем останньої дислокації частини стає місто Володимир-Волинський Волинської області.
З 17 серпня 1949 року дивізіон розгорнувся за штатом мирного часу.
6 травня 1954 року на базі дивізіону був сформований 2019 зенітний артилерійський полк. Командир полку — підполковник Ігнатенко П.П.
31 березня 1955 року полк був перейменований в 850 зенітний артилерійський полк. Командир полку — підполковник Асудулаєв С.Г.
31 березня 1961 року на базі 850 ЗАП був сформований 773 окремий зенітний артилерійський дивізіон.
22 березня 1962 року на базі дивізіону сформований 59 зенітно-артилерійський полк.
22 вересня 1965 року полк отримав нове найменування. Організаційно зенітно-артилерійський полк з 1 жовтня 1965 року увійшов до 51 гвардійської мотострілецької дивізії.
В лютому 1986 року 59 ЗАП переформований в 59 зенітно-ракетний полк. Формування полку проходило на Богодухівському навчальному центрі.
2012 року частину було розформовано.

## Досягнення
Від 5 вересня до 5 листопада 1986 року полк виконував бойові стрільби в навчальному центрі державного полігону військової частини 34020 у м. Емба (Казахстан).
У період з 4 жовтня по 19 жовтня 1999 року були проведені тактичні навчання полку з бойовою стрільбою на полігоні «Чауда» (АР Крим). Слід підкреслити що під час проведення навчання з бойовою стрільбою на полігоні особовий склад полку діяв чітко і був відзначений керівництвом стрільб за високий професіоналізм. Усі шість ракет, пуски яких здійснювали воїни батарей ст. лейтенанта Шалигіна П.А. та капітана Данильчука В.І.  влучно уразили повітряні цілі. За тактичні навчання полк оцінений «добре». За підсумками бойової підготовки за 1999 навчальний рік постановою Військової Ради Західного оперативного командування полк визначений найкращим зенітним ракетним полком в Західному оперативному командуванні і нагороджений Перехідним вимпелом Військової Ради Західного Оперативного Командування .
У вересні–жовтні 2005, 2006, 2007, 2008 та 2010 років підрозділи частини брали участь у тактичних навчаннях з бойовою стрільбою на державному авіаційному навчальному центрі «Чауда» під керівництвом командира полку полковника Кузьміна Сергія Анатолійовича. Всі стрільби виконані на оцінку «добре», а у 2008 та 2010 роках на оцінку «відмінно». У 2007 році, паралельно зі стрільбами на полігоні «Чауда» полк брав участь у тактичних навчаннях «Артерія-2007» на Рівненському полігоні.
Полк сім разів поспіль (1999–2005 роки) нагороджувався Перехідним вимпелом Військової ради Західного ОК, як найкращий серед зенітних ракетних полків командування.